# Hummelflug (Rimski-Korsakow)

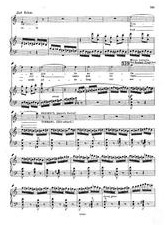
Erste Seite des Hummelflugs aus dem Klavierauszug, Ausgabe von W. Bessel & Co., St. Petersburg, 1901

Der Hummelflug ist ein orchestrales Interludium aus dem dritten Akt der Oper Das Märchen vom Zaren Saltan von Nikolai Rimski-Korsakow aus dem Jahr 1899/1900. Es gehört zu den Stücken der populären romantischen Musik, die weltweit bekannt sind und in zahlreichen Arrangements, Instrumentierungen und Transkriptionen existieren. Das Stück wird von virtuosen Musikern und Orchestern gern als Zugabe bei Konzerten gewählt.

## Hintergrund
Der russische Komponist Rimski-Korsakow verdankt seine Bekanntheit hauptsächlich seinen Orchesterwerken, insbesondere dem Hummelflug aus der genannten Oper. In dieser im Westen selten aufgeführten Oper nach einem Libretto von Wladimir Bjelski, dem ein Märchen von Alexander Puschkin zugrunde liegt, bringt der verwunschene und in eine Hummel verwandelte Prinz Gwidon zwei böse Schwestern mit gezielten Stichen zum Schweigen.

## Musikalischer Aufbau

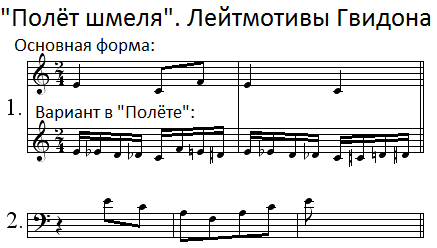
Notation der beiden Leitmotive des Prinzen im Hummelflug

Charakteristisch für den Hummelflug ist die virtuos komponierte Lautmalerei, die sich in Form von chromatisch gesetzten Sechzehntelnoten im 2/4-Takt fast durch das gesamte Stück zieht, sowie das durchgehend hohe Tempo Vivace (lebhaft). Die Metronomangabe ist mit  = 180 vorgegeben, die Viertelnote soll also in 180 Schlägen pro Minute gespielt werden. Rechnerisch kommen damit 720 Sechzehntelnoten auf 60 Sekunden, also 12 Töne pro Sekunde.
Geschrieben ist der Hummelflug in der Tonart a-Moll und erstreckt sich in der Originalfassung für die Oper über 113 Takte – daraus errechnet sich als Dauer des Hummelflugs gerade 1 m 15,3 s. Darüber hinaus hat Rimski-Korsakow eine Suite mit Instrumentalstücken aus seiner Oper veröffentlicht, in der der Hummelflug deutlich umfangreicher instrumentiert und durch einige Takte erweitert wurde. Hier dauert der Flug etwa drei Minuten und 20 Sekunden. Das chromatische Eingangsmotiv wird in dieser Suite zunächst von den Flöten und Violinen gespielt, später nehmen abwechselnd auch die Klarinetten, Hörner und andere Blasinstrumente das Thema auf bis zu einem tonstarken Tutti, danach schwächt sich zum Schluss die Dynamik deutlich ab. Rimski-Korsakow verwendet in seinen Opern, wie damals weit verbreitet, die kompositorische Technik der Leitmotivik. Zwei Leitmotive begleiten den zur Hummel verwandelten Prinzen Gwidon auf seinem Flug. Das erste, chromatisch verändert, erscheint sofort nach dem Eingangsakkord, das zweite tritt zuerst im Takt 45 auf.

## Einbindung in die Handlung
Die Fee Schwanenvogel erfüllt Gwidons Wunsch, unsichtbar einem abfahrenden Schiff zu folgen, indem sie ihn ins Meer steigen lässt und dort in eine Hummel verwandelt. Unmittelbar darauf fordert sie ihn (als Hummel) mit folgendem Lied zum berühmten Hummelflug auf:
| Russischer Originaltext | Übersetzung ins Deutsche |
| --- | --- |
| (Гвидон спускается с берега в море. Из моря вылетает шмель, кружась около Лебедь-Птицы.) ЛЕБЕДЬ-ПТИЦА: Ну, теперь, мой шмель, гуляй, судно в море догоняй, потихоньку опускайся, в щель подальше забивайся. Будь здоров, Гвидон, лети, только долго не гости! (Шмель улетает.) | (Gwidon steigt vom Ufer hinab in die See. Aus der See kommt eine Hummel geflogen und umkreist den Schwanenvogel.) Schwanenvogel: Nun, du Hummel, eil dich fein, Hol’ das Schiff im Meere ein!, Senke nieder dich aufs Deck, Such ein sicheres Versteck. Lebe wohl, Gwidon, nun eile, Doch nicht allzu lang verweile! (Die Hummel fliegt weg.) |

## Bearbeitungen und Interpretationen
Mehrere Komponisten bearbeiteten den Hummelflug. Paul Siguir schrieb 1929 eine Fassung für Klavier und Oboe. Sergej Rachmaninoff transkribierte das Stück 1931 für Piano solo. György Cziffra arrangierte eine hochvirtuose Klavierfassung.
Eine der frühesten und bekanntesten zeitgenössischen Interpretationen des Hummelflugs wurde in der Swing-Ära vom amerikanischen Jazztrompeter und Bandleader Harry James im Jahr 1940 eingespielt und 1943 im Hollywood-Spielfilm Best Food Forward in Szene gesetzt. Technisch deutlich ausgereifter war die ungefähr zur gleichen Zeit entstandene Version des mexikanischen Trompeters Rafael Méndez, die jedoch keinen so hohen Bekanntheitsgrad erreichte.
Seit einiger Zeit versuchen Musiker, den Hummelflug immer schneller zu spielen, so beispielsweise der Geiger Ben Lee, der 2010 das Stück in 64,21 Sekunden spielte und damit im Guinness-Buch der Rekorde aufgeführt wird. Zuvor hatte der Geiger David Garrett den Rekord mit 65,25 Sekunden innegehabt. Den schnellsten Hummelflug spielte der Dresdner Tubist Jörg Wachsmuth mit 53,82s, also schneller als den Rekord auf der Geige.
Der Pianist Lang Lang interpretierte das Stück 2010 als Zugabe eines Konzerts in San Francisco auf einem iPad.
Der Hummelflug wurde auch von Rockmusikern und in der Musikrichtung Metal aufgegriffen. Es existieren Interpretationen von den Bands Europe, Anvil (unter dem Titel Flight of the Bumble Beast auf dem Album Strength of Steel), Manowar (unter dem Titel Sting of the Bumblebee auf Kings of Metal), Ice Nine Kills (als Teil eines Solos auf Farewell II Flesh auf dem Album The Silver Scream 2: Welcome To Horrorwood) und Dream Theater (als Teil eines Solos auf Once in a LIVEtime). Als Sample wurde er in Michael Jacksons Song Breaking News verwendet.

## Hörprobe
(Der Hummelflug ist hier in einer gegenüber der Orchestersuite verkürzten Version für Streichorchester zu hören, gespielt von einem Orchester der US-Army)